# Trésorier de l’Épargne
Das Amt des Trésorier de l’Épargne wurde im französischen Ancien Régime von König Franz I. mit Patentschreiben vom 18. März 1523 eingeführt, um die Einkünfte aus dem königlichen Besitz und den Steuern entgegenzunehmen und die Einnahmen und Ausgaben der Monarchie zu kontrollieren.

## Geschichte
Der erste Trésorier de l’Épargne war Philibert Babou (um 1484–1557), der mit einer Mätresse des Königs, Marie Gaudin, verheiratet war. In der königlichen Verordnung zu seiner Ernennung heißt es: «Si voulons et entendons que chaque sepmaine ledit Trésorier de nostre Épargne nous rapporte ou à nostre Conseil les deniers reçus et baillez icelle sepmaine.» („Es ist unser Wunsch und unsere Erwartung, dass der besagte Schatzmeister unsere Einkünfte uns oder unserem Rat jede Woche über die letzten Ein- und Auszahlungen der betreffenden Woche Bericht erstattet.“)
Babou geriet in der Schlacht bei Pavia (Februar 1525) in Gefangenschaft und wurde am 11. Mai 1525 durch Guillaume Prudhomme ersetzt, den Général des Finances de Normandie, der wahrscheinlich von der Regentin Luise von Savoyen ernannt wurde.
Eine Verordnung vom 7. Februar 1532 bestimmte, dass der Sitz der Behörde im Palais du Louvre eingerichtet werde, mit einem geeigneten Raum für die Tresore, deren Schlüssel der erste und der zweite Präsident der Chambre des comptes innehaben sollen.
In den Aufgabenbereich des Trésorier de l’Épargne fielen:
- die Décimes von 1523, die von den Klerikern verlangt wurden;
- die 1521 den freien Städten auferlegte Abgabe für den Truppensold;
- die Anleihe in Höhe von 50.000 Livres, die den Inhabern königlicher Ämter auferlegt wurde;
- persönliche Anleihen von Privatpersonen;
- Erlöse aus der Veräußerung von Teilen der Krondomäne

Dem Trésorier de l’Épargne unterstanden die Receveurs des Aides und die Grènetiers (Einnehmer der Gabelle).
1664 wurde das Amt des Trésorier de l’Épargne von Jean-Baptiste Colbert abgeschafft, und der Trésor de l’Épargne in Trésor royal umbenannt.